# Galileo positionssystem
Galileo positionssystem er et globalt navigationssystem baseret på satellitter, der er under udvikling af EU og ESA. Projektet, der koster omkring 37 milliarder DKK, er navngivet efter den italienske astronom Galileo Galilei. Et af hovedformålene bag Galileo, er at skabe et meget nøjagtigt positionssystem, der skal kunne fungere uafhængigt af det amerikanske GPS, russiske GLONASS og kinesiske Compass der kan deaktiveres i tilfælde af krig.
Når systemet er fuldt operativt vil der være placeret to kontrolcentre på jorden, et ved München i Tyskland og et i Fucino i Italien. I december 2010 blev det besluttet ved en afstemning, at placeres projektet hovedkontor i Prag, Tjekkiet.
Den danske højteknologiske virksomhed Terma er udvalgt som leverandør af strømstyring, PCDU, til de første fire testsatellitter, der skal opsendes i 2008. Desuden skal virksomheden udvikle softwaren til det såkaldte "check-out-system" samt indgå i et internationalt konsortium, der skal udvikle det "Mission Control System", teknikerne skal bruge til at styre Galileo-satellitterne med.

## Galileo-faser
- Galileo System Test Bed (GSTB) 2005
Opsendelsen af Giove A
Sikre sig at alt virker inden de næste satellitter sendes op.
- In-Orbit Validation (IOV) 2006-2008
Opsendelse af Giove B 2006.
Opsendelsen af yderligere to satellitter.
General system check og bekræftelse at teknologien virker.
- Full Operational Capability (FOC) 2008-2011
Opsendelsen af de resterende 26 satellitter.

## Satellitter
- Giove A – Opsendt den 28. december 2005.
- Giove B – Forventes at blive opsendt i 2006.
- Fire satellitter forventes at sendes op i 2008.

## Fodnoter
1. ↑  "Galileo positionssystem er i sit teststadie". Deutsche Welle. Hentet 25. april 2013. (engelsk)
2. ↑  "Hvorfor har Europa brug for Galileo?". ESA. 12. april 2010. Hentet 25. april 2013. (engelsk)

| Rumfart | Spire Denne artikel om rumfart er en spire som bør udbygges. Du er velkommen til at hjælpe Wikipedia ved at udvide den. |